# Кубок вызова ФИБА 2014/2015. Группа H
В этой статье представлено положение команд и результаты матчей в группе H регулярного сезона Кубка вызова ФИБА 2014/2015.

## Команды
| Корзина жеребьёвки | Команда      | Город      | Страна   | Последнее участие | 2013/2014       | 2013/2014 | 2013/2014  | Арена                             | Вместимость |
| Корзина жеребьёвки | Команда      | Город      | Страна   | Последнее участие | Лига            | Поз.      | Плей-офф   | Арена                             | Вместимость |
| ------------------ | ------------ | ---------- | -------- | ----------------- | --------------- | --------- | ---------- | --------------------------------- | ----------- |
| 1                  | Цмоки-Минск  | Минск      | Беларусь | 2013/14           | Премьер-лига    | н/д       | Ч          | Минск-Арена                       | 15 000      |
| 2                  | Енисей       | Красноярск | Россия   | 2011/12           | Единая лига ВТБ | 5-е       | 1/8 финала | Дворец спорта имени Ивана Ярыгина | 4 100       |
| 3                  | Ушак Спортиф | Ушак       | Турция   | н/д               | TBL             | 7-е       | ЧФ         | Дворец спорта Ушак Ататюрк        | 1 650       |
| 4                  | Шяуляй       | Шяуляй     | Литва    | 2008/09           | LKL             | 6-е       | ЧФ         | Шяуляй-Арена                      | 5 700       |

## Положение команд
|  | Две лучшие команды выходят в Last-16.   |
|  | Две худшие команды выбывают из турнира. |

| №  | Команда      | И | В | П | ОЗ  | ОП  | +/- | ЛВ  |
| -- | ------------ | - | - | - | --- | --- | --- | --- |
| 1. | Енисей       | 6 | 4 | 2 | 515 | 467 | +48 |     |
| 2. | Ушак Спортиф | 6 | 3 | 3 | 445 | 458 | -13 | 2-0 |
| 3. | Шяуляй       | 6 | 3 | 3 | 493 | 515 | -22 | 0-2 |
| 4. | Цмоки-Минск  | 6 | 2 | 4 | 473 | 486 | -13 |     |

## Результаты

### 1-й тур
| 4 ноября 2014 18:30 | Отчёт | Шяуляй                               | 93:92    | Енисей                                                         | «Шяуляй-Арена», Шяуляй Зрителей: 900 Судьи: Огнен Йокич, Матьё Байот, Петар Денковски |
| 4 ноября 2014 18:30 | Отчёт | 25:20, 23:27, 26:20, 19:25           |          |                                                                | «Шяуляй-Арена», Шяуляй Зрителей: 900 Судьи: Огнен Йокич, Матьё Байот, Петар Денковски |
| 4 ноября 2014 18:30 | Отчёт | Витаутас Сульскис 19                 | Очки     | Донелл Купер 22                                                | «Шяуляй-Арена», Шяуляй Зрителей: 900 Судьи: Огнен Йокич, Матьё Байот, Петар Денковски |
| 4 ноября 2014 18:30 | Отчёт | Рокас Гедрайтис, Тайлер Оландер по 5 | Подборы  | Донелл Купер, Коста Перович, Сава Лешич, Александр Павлов по 4 | «Шяуляй-Арена», Шяуляй Зрителей: 900 Судьи: Огнен Йокич, Матьё Байот, Петар Денковски |
| 4 ноября 2014 18:30 | Отчёт | Джонатан Ли 4                        | Передачи | Андрей Комаровский, Донелл Купер по 2                          | «Шяуляй-Арена», Шяуляй Зрителей: 900 Судьи: Огнен Йокич, Матьё Байот, Петар Денковски |

| 5 ноября 2014 19:00 | Отчёт | Ушак Спортиф             | 78:59    | Цмоки-Минск           | Дворец спорта Ушак Ататюрк, Ушак Зрителей: 2 100 Судьи: Игор Митровски, Чиприан Стойка, Евгений Ветров |
| 5 ноября 2014 19:00 | Отчёт | 17:22, 25:19, 21:9, 15:9 |          |                       | Дворец спорта Ушак Ататюрк, Ушак Зрителей: 2 100 Судьи: Игор Митровски, Чиприан Стойка, Евгений Ветров |
| 5 ноября 2014 19:00 | Отчёт | Кристофер Уоррен 17      | Очки     | Виталий Лютич 15      | Дворец спорта Ушак Ататюрк, Ушак Зрителей: 2 100 Судьи: Игор Митровски, Чиприан Стойка, Евгений Ветров |
| 5 ноября 2014 19:00 | Отчёт | Миха Жупан 10            | Подборы  | Виталий Лютич 9       | Дворец спорта Ушак Ататюрк, Ушак Зрителей: 2 100 Судьи: Игор Митровски, Чиприан Стойка, Евгений Ветров |
| 5 ноября 2014 19:00 | Отчёт | Джастин Картер 5         | Передачи | Александр Кудрявцев 6 | Дворец спорта Ушак Ататюрк, Ушак Зрителей: 2 100 Судьи: Игор Митровски, Чиприан Стойка, Евгений Ветров |

### 2-й тур
| 12 ноября 2014 19:00 | Отчёт | Цмоки-Минск                                | 91:94    | Шяуляй                                 | «Минск-Арена», Минск Зрителей: 1 000 Судьи: Жоан Жанно, Петр Груша, Давид Берекашвили |
| 12 ноября 2014 19:00 | Отчёт | 25:25, 24:26, 25:24, 17:19                 |          |                                        | «Минск-Арена», Минск Зрителей: 1 000 Судьи: Жоан Жанно, Петр Груша, Давид Берекашвили |
| 12 ноября 2014 19:00 | Отчёт | Александр Кудрявцев, Бранко Миркович по 18 | Очки     | Райан Оландер 23                       | «Минск-Арена», Минск Зрителей: 1 000 Судьи: Жоан Жанно, Петр Груша, Давид Берекашвили |
| 12 ноября 2014 19:00 | Отчёт | Бранко Миркович 5                          | Подборы  | Тайлер Оландер, Витаутас Сульскис по 5 | «Минск-Арена», Минск Зрителей: 1 000 Судьи: Жоан Жанно, Петр Груша, Давид Берекашвили |
| 12 ноября 2014 19:00 | Отчёт | Бранко Миркович 8                          | Передачи | Джонатан Ли, Роландас Алиевас по 5     | «Минск-Арена», Минск Зрителей: 1 000 Судьи: Жоан Жанно, Петр Груша, Давид Берекашвили |

| 12 ноября 2014 19:10 | Отчёт | Енисей                     | 86:68    | Ушак Спортиф                    | Дворец спорта имени Ивана Ярыгина, Красноярск Зрителей: 1 500 Судьи: Зоран Сутулович, Борис Крейич, Никола Перлич |
| 12 ноября 2014 19:10 | Отчёт | 26:19, 18:16, 22:21, 20:12 |          |                                 | Дворец спорта имени Ивана Ярыгина, Красноярск Зрителей: 1 500 Судьи: Зоран Сутулович, Борис Крейич, Никола Перлич |
| 12 ноября 2014 19:10 | Отчёт | Евгений Колесников 17      | Очки     | Кристофер Уоррен 14             | Дворец спорта имени Ивана Ярыгина, Красноярск Зрителей: 1 500 Судьи: Зоран Сутулович, Борис Крейич, Никола Перлич |
| 12 ноября 2014 19:10 | Отчёт | Коста Перович 6            | Подборы  | Джастин Картер 7                | Дворец спорта имени Ивана Ярыгина, Красноярск Зрителей: 1 500 Судьи: Зоран Сутулович, Борис Крейич, Никола Перлич |
| 12 ноября 2014 19:10 | Отчёт | Донелл Купер 11            | Передачи | Джастин Картер, Миха Жупан по 2 | Дворец спорта имени Ивана Ярыгина, Красноярск Зрителей: 1 500 Судьи: Зоран Сутулович, Борис Крейич, Никола Перлич |

### 3-й тур
| 19 ноября 2014 19:00 | Отчёт | Ушак Спортиф                       | 79:69    | Шяуляй              | Дворец спорта Ушак Ататюрк, Ушак Зрителей: 1 216 Судьи: Оливер Краузе, Хрисостомос Схинас, Жолтан Палла |
| 19 ноября 2014 19:00 | Отчёт | 15:17, 20:22, 24:13, 20:17         |          |                     | Дворец спорта Ушак Ататюрк, Ушак Зрителей: 1 216 Судьи: Оливер Краузе, Хрисостомос Схинас, Жолтан Палла |
| 19 ноября 2014 19:00 | Отчёт | Кортни Феллс, Джастин Картер по 19 | Очки     | Рокас Гедрайтис 25  | Дворец спорта Ушак Ататюрк, Ушак Зрителей: 1 216 Судьи: Оливер Краузе, Хрисостомос Схинас, Жолтан Палла |
| 19 ноября 2014 19:00 | Отчёт | Кортни Феллс 11                    | Подборы  | Витаутас Сулскис 10 | Дворец спорта Ушак Ататюрк, Ушак Зрителей: 1 216 Судьи: Оливер Краузе, Хрисостомос Схинас, Жолтан Палла |
| 19 ноября 2014 19:00 | Отчёт | Кристофер Уоррен 5                 | Передачи | Роландас Алиевас 5  | Дворец спорта Ушак Ататюрк, Ушак Зрителей: 1 216 Судьи: Оливер Краузе, Хрисостомос Схинас, Жолтан Палла |

| 19 ноября 2014 19:10 | Отчёт | Енисей                     | 87:82    | Цмоки-Минск       | Дворец спорта имени Ивана Ярыгина, Красноярск Зрителей: 1 500 Судьи: Тамаш Бенчур, Гинтарас Виткаускас, Харалампос Каракацунис |
| 19 ноября 2014 19:10 | Отчёт | 24:17, 24:24, 18:25, 21:16 |          |                   | Дворец спорта имени Ивана Ярыгина, Красноярск Зрителей: 1 500 Судьи: Тамаш Бенчур, Гинтарас Виткаускас, Харалампос Каракацунис |
| 19 ноября 2014 19:10 | Отчёт | Андрей Комаровский 14      | Очки     | Алекс Гордон 15   | Дворец спорта имени Ивана Ярыгина, Красноярск Зрителей: 1 500 Судьи: Тамаш Бенчур, Гинтарас Виткаускас, Харалампос Каракацунис |
| 19 ноября 2014 19:10 | Отчёт | Андрей Комаровский 5       | Подборы  | Иван Мараш 7      | Дворец спорта имени Ивана Ярыгина, Красноярск Зрителей: 1 500 Судьи: Тамаш Бенчур, Гинтарас Виткаускас, Харалампос Каракацунис |
| 19 ноября 2014 19:10 | Отчёт | Донелл Купер 4             | Передачи | Бранко Миркович 5 | Дворец спорта имени Ивана Ярыгина, Красноярск Зрителей: 1 500 Судьи: Тамаш Бенчур, Гинтарас Виткаускас, Харалампос Каракацунис |

### 4-й тур
| 26 ноября 2014 19:00 | Отчёт | Цмоки-Минск                        | 85:73    | Ушак Спортиф                        | «Минск-Арена», Минск Зрителей: 1 500 Судьи: Андрис Аункрогетс, Геллерт Капитани, Дариуш Запольский |
| 26 ноября 2014 19:00 | Отчёт | 23:15, 27:22, 22:17, 13:19         |          |                                     | «Минск-Арена», Минск Зрителей: 1 500 Судьи: Андрис Аункрогетс, Геллерт Капитани, Дариуш Запольский |
| 26 ноября 2014 19:00 | Отчёт | Бранко Миркович 22                 | Очки     | Эрик Букнер 16                      | «Минск-Арена», Минск Зрителей: 1 500 Судьи: Андрис Аункрогетс, Геллерт Капитани, Дариуш Запольский |
| 26 ноября 2014 19:00 | Отчёт | Иван Мараш 7                       | Подборы  | Эрик Букнер 6                       | «Минск-Арена», Минск Зрителей: 1 500 Судьи: Андрис Аункрогетс, Геллерт Капитани, Дариуш Запольский |
| 26 ноября 2014 19:00 | Отчёт | Бранко Миркович, Алекс Гордон по 6 | Передачи | Ибрахим Йилдырым, Кортни Феллс по 3 | «Минск-Арена», Минск Зрителей: 1 500 Судьи: Андрис Аункрогетс, Геллерт Капитани, Дариуш Запольский |

| 3 декабря 2014 19:10 | Отчёт | Енисей                     | 95:79    | Шяуляй                 | Дворец спорта имени Ивана Ярыгина, Красноярск Зрителей: 1 200 Судьи: Милан Мажич, Гили Коэн, Райн Пееранди |
| 3 декабря 2014 19:10 | Отчёт | 22:18, 27:18, 25:25, 21:18 |          |                        | Дворец спорта имени Ивана Ярыгина, Красноярск Зрителей: 1 200 Судьи: Милан Мажич, Гили Коэн, Райн Пееранди |
| 3 декабря 2014 19:10 | Отчёт | Элмедин Киканович 19       | Очки     | Гинтарас Леонавичюс 15 | Дворец спорта имени Ивана Ярыгина, Красноярск Зрителей: 1 200 Судьи: Милан Мажич, Гили Коэн, Райн Пееранди |
| 3 декабря 2014 19:10 | Отчёт | Элмедин Киканович 7        | Подборы  | Тайлер Оландер 5       | Дворец спорта имени Ивана Ярыгина, Красноярск Зрителей: 1 200 Судьи: Милан Мажич, Гили Коэн, Райн Пееранди |
| 3 декабря 2014 19:10 | Отчёт | Донелл Купер 11            | Передачи | Джонатан Ли 4          | Дворец спорта имени Ивана Ярыгина, Красноярск Зрителей: 1 200 Судьи: Милан Мажич, Гили Коэн, Райн Пееранди |

### 5-й тур
| 9 декабря 2014 18:30 | Отчёт | Шяуляй                                 | 83:80    | Цмоки-Минск        | «Шяуляй-Арена», Шяуляй Зрителей: 1 000 Судьи: Геннадий Пономарёв, Владислав Исаченко, Март Уэхендрик |
| 9 декабря 2014 18:30 | Отчёт | 17:25, 30:15, 20:20, 16:20             |          |                    | «Шяуляй-Арена», Шяуляй Зрителей: 1 000 Судьи: Геннадий Пономарёв, Владислав Исаченко, Март Уэхендрик |
| 9 декабря 2014 18:30 | Отчёт | Роландас Алиевас 19                    | Очки     | Бранко Миркович 20 | «Шяуляй-Арена», Шяуляй Зрителей: 1 000 Судьи: Геннадий Пономарёв, Владислав Исаченко, Март Уэхендрик |
| 9 декабря 2014 18:30 | Отчёт | Витаутас Сулскис 6                     | Подборы  | Иван Мараш 13      | «Шяуляй-Арена», Шяуляй Зрителей: 1 000 Судьи: Геннадий Пономарёв, Владислав Исаченко, Март Уэхендрик |
| 9 декабря 2014 18:30 | Отчёт | Рокас Гедрайтис, Витаутас Сулскис по 3 | Передачи | Бранко Миркович 7  | «Шяуляй-Арена», Шяуляй Зрителей: 1 000 Судьи: Геннадий Пономарёв, Владислав Исаченко, Март Уэхендрик |

| 10 декабря 2014 19:00 | Отчёт | Ушак Спортиф               | 69:84    | Енисей               | Дворец спорта Ушак Ататюрк, Ушак Зрителей: 1 800 Судьи: Зоран Сутулович, Никола Перлич, Иван Миличевич |
| 10 декабря 2014 19:00 | Отчёт | 18:30, 12:12, 18:17, 21:25 |          |                      | Дворец спорта Ушак Ататюрк, Ушак Зрителей: 1 800 Судьи: Зоран Сутулович, Никола Перлич, Иван Миличевич |
| 10 декабря 2014 19:00 | Отчёт | Кристофер Уоррен 16        | Очки     | Элмедин Киканович 19 | Дворец спорта Ушак Ататюрк, Ушак Зрителей: 1 800 Судьи: Зоран Сутулович, Никола Перлич, Иван Миличевич |
| 10 декабря 2014 19:00 | Отчёт | Кортни Феллс 6             | Подборы  | Артём Яковенко 7     | Дворец спорта Ушак Ататюрк, Ушак Зрителей: 1 800 Судьи: Зоран Сутулович, Никола Перлич, Иван Миличевич |
| 10 декабря 2014 19:00 | Отчёт | Кортни Феллс 5             | Передачи | Донелл Купер 5       | Дворец спорта Ушак Ататюрк, Ушак Зрителей: 1 800 Судьи: Зоран Сутулович, Никола Перлич, Иван Миличевич |

### 6-й тур
| 16 декабря 2014 18:30 | Отчёт | Шяуляй                     | 75:78    | Ушак Спортиф       | «Минск-Арена», Минск Зрителей: 1 100 Судьи: Юрис Кокайнис, Марко Вучкович, Андрей Шарапа |
| 16 декабря 2014 18:30 | Отчёт | 17:16, 18:19, 20:20, 20:23 |          |                    | «Минск-Арена», Минск Зрителей: 1 100 Судьи: Юрис Кокайнис, Марко Вучкович, Андрей Шарапа |
| 16 декабря 2014 18:30 | Отчёт | Витаутас Сулскис 12        | Очки     | Кортни Феллс 18    | «Минск-Арена», Минск Зрителей: 1 100 Судьи: Юрис Кокайнис, Марко Вучкович, Андрей Шарапа |
| 16 декабря 2014 18:30 | Отчёт | Мартинас Линкявичюс        | Подборы  | Джастин Картер 9   | «Минск-Арена», Минск Зрителей: 1 100 Судьи: Юрис Кокайнис, Марко Вучкович, Андрей Шарапа |
| 16 декабря 2014 18:30 | Отчёт | Витаутас Сулскис 5         | Передачи | Кристофер Уоррен 4 | «Минск-Арена», Минск Зрителей: 1 100 Судьи: Юрис Кокайнис, Марко Вучкович, Андрей Шарапа |

| 16 декабря 2014 19:00 | Отчёт | Цмоки-Минск                | 76:71    | Енисей                              | «Шяуляй-Арена», Шяуляй Зрителей: 1 600 Судьи: Хенри Хильке, Геллерт Капитани, Бо Буннгор |
| 16 декабря 2014 19:00 | Отчёт | 20:19, 15:22, 18:17, 23:13 |          |                                     | «Шяуляй-Арена», Шяуляй Зрителей: 1 600 Судьи: Хенри Хильке, Геллерт Капитани, Бо Буннгор |
| 16 декабря 2014 19:00 | Отчёт | Рашон Фримен 20            | Очки     | Вячеслав Зайцев, Террико Уайт по 13 | «Шяуляй-Арена», Шяуляй Зрителей: 1 600 Судьи: Хенри Хильке, Геллерт Капитани, Бо Буннгор |
| 16 декабря 2014 19:00 | Отчёт | Иван Мараш 13              | Подборы  | Сава Лешич 7                        | «Шяуляй-Арена», Шяуляй Зрителей: 1 600 Судьи: Хенри Хильке, Геллерт Капитани, Бо Буннгор |
| 16 декабря 2014 19:00 | Отчёт | Бранко Миркович 6          | Передачи | Донелл Купер 4                      | «Шяуляй-Арена», Шяуляй Зрителей: 1 600 Судьи: Хенри Хильке, Геллерт Капитани, Бо Буннгор |